# Nikaupproret
Nikaupproret (grekiska: Στάση του Νίκα) ägde rum i bysantinska rikets huvudstad Konstantinopel (dagens Istanbul i Turkiet) under en vecka i januari 532.

## Bakgrund
Hästkapplöpning var en viktig sportgren i både det romerska riket och det bysantinska och, liksom idag, bevakades sportevenemangen av välorganiserade och entusiastiska supporterklubbar, de s.k. cirkuspartierna. I det romerska riket delades supportrarna upp i fyra stora fraktioner som fick sina namn efter färgen på körsvennarnas kläder: "de blå", "de gröna", "de vita" och "de röda". På 500-talet återstod egentligen bara två fraktioner av betydelse: de blå och de gröna. Kejsar Justinianus stödde de blå.
Dessa supporterklubbar var en kombination av kriminella ligor och politiska partier som återspeglade den sociala hierarkin och de religiösa motsättningarna i det bysantinska samhället. De blå företrädde den katolska tron och de gröna den monofysiska. Ofta försökte dessa organisationer påverka politiken genom att skrika ut sin politiska krav mellan kapplöpningarna på arenan. Stats- och ordningsmakten hade ofta svårigheter att upprätthålla ordningen utan cirkuspartiernas samarbete, vilket gjorde det intressant för de mäktiga aristokratiska familjerna, som tyckte sig ha större rätt till den kejserliga tronen än Justinianus, att understödja mobben på arenorna.
I sin nidskrift över Justinianus, Hemlig historia, beskriver historikern Prokopios de blå på följande vis:
... När Justinianus underblåste de blås lidelser och hetsade upp dem skakades hela det romerska imperiet ända från grunden som av en jordbävning eller en översvämning. Överallt rådde fullt kaos och ingenting förblev stabilt, utan i denna förvirring kullkastades lagarna och statsordningen.
Till att börja med anlade orosstiftarna en helt ny frisyr och klippte sig inte som de andra romarna. De ansade inte mustascherna eller skäggen utan lät håret växa så långt som möjligt, enligt persernas sed. Håret på huvudet klippte de framtill av till tinningarna men lät nackhåret hänga ned i full längd i en tovig massa, liksom massageterna. Därför kallades denna stil den hunniska. Vidare satte alla värde på dyrbara kläder och klädde sig elegantare än vad som anstod dem; de kunde nämligen kosta på sig sådant på grund av vad de orättmätigt lagt sig till med. De snörde togans ärmar kring handlederna och lät dem därifrån till skuldran svälla ut till enorm vidd. Varje gång de viftade med armarna och skrek på teatrarna eller kapplöpningsbanorna och uppmuntrade sina favoriter på det vanliga sättet fladdrade denna del av deras kläder upp och ingav de dumma människorna en känsla av att deras kroppar var så vackra och muskulösa att de måste täckas med sådana plagg - de insåg inte att en fladdrande och tunn klädnad mycket mer avslöjar kroppens kraftlöshet. Deras mantlar och byxor och i de flesta fall deras skor var hunniska till namn och stil.
I början bar nästan alla vapen helt öppet om natten medan de på dagen gömde sina tveeggade dolkar under kläderna, vid låret. De samlades i gäng så fort det blev mörkt, rånade rika mitt på forum och i gränderna och bestal offren på deras mantlar, bälten, guldbroscher och allt de hade på sig. ... 1

## Upproret
Upprinnelsen till upproret var fängslandet av ett antal medlemmar ur de blå och gröna fraktionerna 531 sedan dessa gjort sig skyldiga till mord efter de sedvanliga upploppen som åtföljde tävlingarna. Gärningsmännen dömdes till hängning och de flesta hängdes, men den 10 januari 532 lyckades två av dem, en från de blå och en från de gröna, fly och gömma sig i en kyrka som omringades av en uppretad folkmassa. För Justinianus kom denna kris mycket olägligt: Han höll just på att förhandla med perserna om fred i öst och var fullt upptagen med att motverka den förbittring som höjda skatter orsakat. Han beslutade därför att hålla en kapplöpningstävling den 13 januari och omvandlade de dömdas straff till fängelse. Detta övertygade dock inte alls de uppretade cirkuspartierna som båda krävde att de dömda skulle benådas.
Den 13:e fylldes hippodromen av den uppretade folkmassan. Justinianus trodde sig tryggt kunna övervaka tävlingen från sin loge som var förbunden med det kejserliga palatset, men publiken, som från början skrek förolämpningar till kejsaren, bytte efter det tjugoandra loppet ut sina vanliga rop "blått" respektive "grönt" till "seger" (Nika) och bröt sig till slut ut och ansatte palatset som under de följande fem dagarna i praktiken var belägrat.
Några av senatorerna, som opponerade sig mot Justinianus skatter och, som de uppfattade det, bristande respekt för aristokratin, såg detta som ett gyllene tillfälle att störta kejsaren. Upprorsmakarna, som förmodligen försågs med vapen och kontrollerades av sina allierade i senaten, krävde inte bara att prefekten Johannes Kappadokiern, som var ansvarig för skatteindrivningen, och quaestorn Tribonianus, som ledde arbetet med att skriva om de romerska lagarna skulle avsättas, de utsåg dessutom en ny kejsare, Hypatius, brorson till Anastasius I.
Under dessa omständigheter övervägde Justinianus att fly huvudstaden men övertygades av sin hustru Theodora att stanna i Konstantinopel. Han beordrade därefter sina generaler Belisarius och Mundus att kväsa upproret. De lurade in rebellerna i hippodromen där de lät avrätta åtminstone 30 000 människor. Justinianus lät dessutom avrätta sin motkandidat och tvingade de senatorer som stött upproret att gå i exil.

## Efterverkningar
Att samlas i stora grupper i kejsarens närvaro gav alla samhällsklasser möjligheten att mer eller mindre anonymt uttrycka sitt missnöje med den förda politiken. Innan nikaupproret var cirkusfraktionerna inte någon lättköpt stadsmilis utan uttryck för de lägre samhällsklassernas kollektiva och svårkontrollerade vilja. Fram till 400-talet ventilerade de mer bemedlade i första hand sitt missnöje på teatrarna, men vid denna tid rationaliserades den statsfinansierade nöjesindustrin så att de två grupper samlades på cirkusarna vilket, å ena sidan, gjorde dem lättare att kontrollera men, å andra sidan, intensifierade oroligheterna. På teatrarna hade kejsaren lätt kunnat infiltrera publiken med lejda handklappare som garanterade att de ceremoniella hyllningarna av kejsaren gick rätt till. På cirkusarna var det svårare. 
Efter Nikaupproret hölls inga hästkapplöpningar på fem år och när väl tävlingarna återupptogs blev de en del av ceremonierna som omgav det kejserliga hovet och sportevenemangen blev alldeles för fina för att riskera orsaka några samhällsoroligheter.
Nikaupproret har inspirerat till många science fiction-romaner.